# Denham (Australie)
Pour les articles homonymes, voir Denham.
Denham (607 habitants) est la principale ville de la baie Shark en Australie-Occidentale.

## Description
Elle est située sur la presqu'île Peron, à 831 km au nord de Perth, la capitale de l'état. C'est la ville la plus à l'ouest du continent australien. Elle doit son nom au capitaine Henry Mangles Denham de la Royal Navy qui traça les plans de la baie en 1858.
Ancien village de pêcheurs qui a vécu longtemps grâce aux perles des huitres, aujourd'hui, Denham est le point d'accueil des touristes qui viennent voir nourrir les dauphins à Monkey Mia à 23 km au nord-est de la ville. La ville elle-même possède une belle baie et une jetée pour ceux qui aiment la pêche et le bateau.
À certains endroits, le sol a l'aspect de sable blanc mais est, en fait, composé de millions de coquillages d'huitres concassées.